# Ladenbergia paraensis
Ladenbergia paraensis là một loài thực vật có hoa trong họ Thiến thảo. Loài này được Ducke mô tả khoa học đầu tiên năm 1925.